# Port lotniczy Tubuai-Mataura
Port lotniczy Tubuai-Mataura – port lotniczy położony na atolu Tubuai, w miejscowości Mataura (Polinezja Francuska).

## Linie lotnicze i połączenia
| Linia Lotnicza | Kierunek                         |
| -------------- | -------------------------------- |
| Air Tahiti     | 1. Papeete 2. Raivavae 3. Rurutu |